# Wake up to the Real World
Wake up to the Real World è l'undicesimo album in studio dei Pretty Maids, uscito nel 2006 per l'Etichetta discografica Frontiers Records.

## Tracce
Tutte le canzoni sono scritte da Ronnie Atkins e da Ken Hammer, tranne dove indicato.
1. Wake Up to the Real World - 3:52
2. All in the Name of Love - 3:36
3. I Am the End - 4:18
4. As Guilty as You - 3:39
5. Why Die for a Lie - 4:15
6. Such a Rush - 4:55
7. Where True Beauty Lies - 4:29
8. Brave Young New Breed - 3:35
9. Terminal Violence - 3:53
10. Perfect Strangers - 4:35 - (Blackmore, Gillan, Glover) (Deep Purple Cover)
11. Another Shot of Your Love - 4:05

## Formazione

### Gruppo
- Ronnie Atkins – voce
- Ken Hammer - chitarra
- Kenn Jackson - basso
- Allan Tschicaja – batteria

### Altri musicisti
- H.C. Roeder - tastiere
- Soeren Madsen - cori